# Elmira Süleymanova

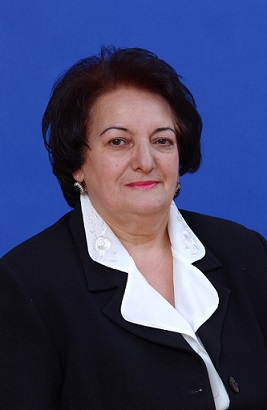
Elmira Süleymanova, 2024

Elmira Süleymanova (russisch Эльмира Сулейманова; * 17. Juli 1937 in Baku, Aserbaidschanische SSR, Sowjetunion; † 25. April 2024 ebenda, Aserbaidschan) war eine sowjetisch-aserbaidschanische Chemikerin, Hochschullehrerin und Frauenrechtlerin.

## Leben
Süleymanova besuchte 1944–1954 die Mittelschule Nr. 134 in Baku. Sie studierte 1955–1959 in Baku an der Aserbaidschanischen Staatlichen Universität in der Chemie-Fakultät und schloss mit Auszeichnung ab.
Nach dem Studium arbeitete Süleymanova im Institut für erdölchemische Prozesse der Akademie der Wissenschaften der Aserbaidschanischen Sozialistischen Sowjetrepublik zunächst als Laborassistentin, dann als wissenschaftliche Mitarbeiterin und schließlich als Laborleiterin. Nach der Aspirantur wurde sie 1968 zur Kandidatin der chemischen Wissenschaften promoviert. 1980 wurde Süleymanova zur Doktorin der chemischen Wissenschaften promoviert. 1988 folgte die Ernennung zur Professorin. 1997 wurde sie Mitglied der New York Academy of Sciences.
Ab den 1980er Jahren war sie in der Frauenbewegung aktiv. 1994 gründete sie das Zentrum Schenschtschina i raswitije („Frau und Entwicklung“), das einen Beraterstatus bei der UNO hat. Wiederholt nahm sie an speziellen Sitzungen der UN-Generalversammlung teil und präsentierte Berichte über Menschenrechte. 1998 wurde sie von der University of Rochester als eine der 100 Heldinnen der Welt bei der Verteidigung der Frauenrechte geehrt. Sie gründete das Friedensnetzwerk Von Kind zu Kind. Auf ihre Initiative und mit ihrer Beteiligung wurde 2001 in Aserbaidschan das erste Ressourcenzentrum für ältere Frauen gegründet.
Auf Süleymanovas Initiative und mit Unterstützung der UNESCO wurde an der Staatlichen Universität Baku der Lehrstuhl für Menschenrechte und Informationsrecht eingerichtet. Dort hielt sie Vorlesungen über Menschenrechte und Gender Studies und bildete viele Studenten und Studentinnen aus. Sie hielt auch Vorlesungen an der Staatlichen Juristischen Universität des Uralgebiets in Jekaterinburg (2007), an der Georgetown University (2008), am Staatlichen Moskauer Institut für Internationale Beziehungen (2008), an der Russischen Staatlichen Geisteswissenschaftlichen Universität in Moskau (2010) und an der Ondokuz Mayıs Universität (OMU) in Samsun (2012).
2002 wurde Süleymanova zur ersten Ombudsfrau Aserbaidschans gewählt (Wiederwahl 2010). 2003 wurde sie Mitglied des International Ombudsman Institute und des Europäischen Ombudsmann-Instituts (EOI).
Sie starb am 25. April 2024 nach langer Krankheit im Alter von 86 Jahren.

## Ehrungen
- Ehrenzeichen der Sowjetunion[1]
- Medaille „Veteran der Arbeit“
- Şöhrət-Orden (2007)[6]
- Şərəf-Orden (2017) für Süleymanovas Frauenrechtsarbeit[7]